# Patrick Ollier
Pour les articles homonymes, voir Ollier.
Patrick Ollier, né le 17 décembre 1944 à Périgueux (Dordogne), est un homme politique français. Membre des partis de droite gaulliste, il est président de l'Assemblée nationale du 7 mars au 19 juin 2007.
Proche de Jacques Chaban-Delmas, il est notamment député des Hautes-Alpes de 1988 à 2002, maire de La Salle-les-Alpes de 1989 à 2001, député des Hauts-de-Seine entre 2002 et 2017, maire de Rueil-Malmaison depuis 2004 et président de la métropole du Grand Paris depuis 2016.
Il devient président de l'Assemblée nationale à la suite de la nomination de Jean-Louis Debré à la tête du Conseil constitutionnel, mais le groupe UMP lui préfère Bernard Accoyer après les élections législatives de 2007. Dans le troisième gouvernement de François Fillon, de 2010 à 2012, il occupe les fonctions de ministre chargé des Relations avec le Parlement.

## Biographie

### Enfance et formation
Patrick Ollier est issu d’une famille d’agriculteurs et de commerçants. Il passe une dizaine d’années au Tchad, où son père est directeur des travaux publics. Après le décès de ce dernier dans un accident de voiture, il rentre en France avec sa mère, et tous les deux s'installent à Aix-en-Provence. Ollier suit les pas de son père et commence des études de travaux publics. Il finit par les abandonner et se tourne vers les sciences économiques. Il intègre l’Institut d'études politiques d'Aix-en-Provence (IEP d'Aix) et en sort diplômé d'économie en 1971. Il décide de commencer à enseigner au lycée d'Aix-en-Provence, ainsi qu'à l'IEP d'Aix.

### Vie privée
De son mariage le 29 juin 1974 avec Dominique Figuière, il a un enfant. Depuis 1988, il a pour compagne la femme politique Michèle Alliot-Marie.

## Carrière politique

### Débuts politiques
Après avoir quitté son emploi d'enseignant, il décide de lancer sa carrière politique en juin 1964, en cofondant le mouvement des jeunes gaullistes, l'Union des jeunes pour le progrès.
Il s'établit ensuite dans les Hautes-Alpes, où il devient secrétaire général de l'Union pour la nouvelle République pour la région Provence-Alpes-Côte d'Azur.
De 1970 à 1973, il est conseiller des Premiers ministres Jacques Chaban-Delmas puis Pierre Messmer. Durant le mandat du président Valéry Giscard d'Estaing, de 1974 à 1981, il est conseiller des ministres Georges Gorse, Paul Dijoud puis Alain Peyrefitte. Il s'établit alors à Rueil-Malmaison, où il est élu conseiller municipal puis nommé adjoint au maire.
En 1981, il est nommé conseiller auprès du président du groupe Béghin-Say. Il revient en politique en 1986, en tant que conseiller pour les affaires politiques et parlementaires du président de l'Assemblée nationale, Jacques Chaban-Delmas.

### Député des Hautes-Alpes puis des Hauts-de-Seine
Il est ensuite élu député RPR de la deuxième circonscription des Hautes-Alpes (1988-2002), maire de La Salle-les-Alpes (1989-2001), conseiller général (1992-2001). Il permet au groupe Elf de s'implanter au Nigeria[Comment ?].
Après avoir envisagé de se présenter à la présidence du RPR en 1999, il soutient finalement Michèle Alliot-Marie, dont il est le directeur de campagne et le conjoint. Ils officialisent leur relation après son élection.
Il revient à Rueil-Malmaison, où il est élu conseiller municipal en 2001 puis maire le 18 juin 2004, en remplacement de Jacques Baumel. Il est élu député de la 7e circonscription des Hauts-de-Seine le 10 juin 2007. Membre du groupe UMP, il préside la Commission de la production et des échanges puis la commission des Affaires économiques, de l'Environnement et du Territoire de l'Assemblée nationale de 2002 à 2010.

#### Relations avec des dirigeants africains
Réputé proche de Mouammar Kadhafi, auquel il considère ne plus rien avoir à reprocher, sinon « quelques reliquats de pratiques anciennes comme la torture dans les prisons », ayant « totalement renoncé » à l’action violente et au terrorisme,, Patrick Ollier effectue de nombreuses visites dans ce pays, parfois pour le compte de l'Élysée ou du quai d'Orsay. Il a en particulier appuyé des discussions commerciales, concernant des projets d'achat par la Jamahiriya arabe libyenne d'avions Rafale et d'hélicoptères Tigre, et a cherché, selon Anne Lauvergeon, PDG d'Areva à l'époque, à vendre à la Libye une centrale nucléaire,.

### Président de l'Assemblée nationale
Après la démission de Jean-Louis Debré, nommé président du Conseil constitutionnel, Patrick Ollier déclare sa candidature à la présidence de l'Assemblée nationale. À l'occasion d'une primaire interne au groupe UMP, il est préféré à Claude Gaillard et Yves Bur. Le 7 mars 2007, jour du scrutin dans l’hémicycle, Patrick Ollier recueille 248 voix sur 267 votants ; l'opposition ne participe pas au scrutin. Dans son discours d'investiture, le nouveau président de l'Assemblée rend hommage à deux de ses prédécesseurs, Jean-Louis Debré – auquel il succède directement – et Jacques Chaban-Delmas, considéré comme son « mentor » politique.
Candidat aux élections législatives qui suivent, il est réélu député au premier tour, avec 60,29 % des voix. Désirant conserver le « perchoir » de l'Assemblée nationale, il présente à nouveau sa candidature à l'occasion d'une nouvelle « primaire » interne au groupe UMP organisée le 20 juin 2007 ; avec 99 voix, il est battu par le président sortant du groupe UMP, Bernard Accoyer, qui est élu président de l'Assemblée six jours plus tard.

### Ministre chargé des Relations avec le Parlement
Lors de la formation du troisième gouvernement François Fillon, le 14 novembre 2010, il est nommé ministre auprès du Premier ministre, chargé des Relations avec le Parlement.
En février 2011, il est mis en cause, tout comme Michèle Alliot-Marie, par Le Canard enchaîné, pour avoir utilisé le jet d'un homme d'affaires présenté comme proche du président Ben Ali lors d'un voyage en Tunisie alors que la révolte était en cours. En dépit de confidences faites au Journal du dimanche sur un éventuel départ du gouvernement si sa compagne partait,,, il conserve son poste de ministre, le jour de la démission de Michèle Alliot-Marie. Selon Le Parisien, cette dernière « a obtenu pour lui la clémence » à l'Élysée,,.

### Retour à la députation

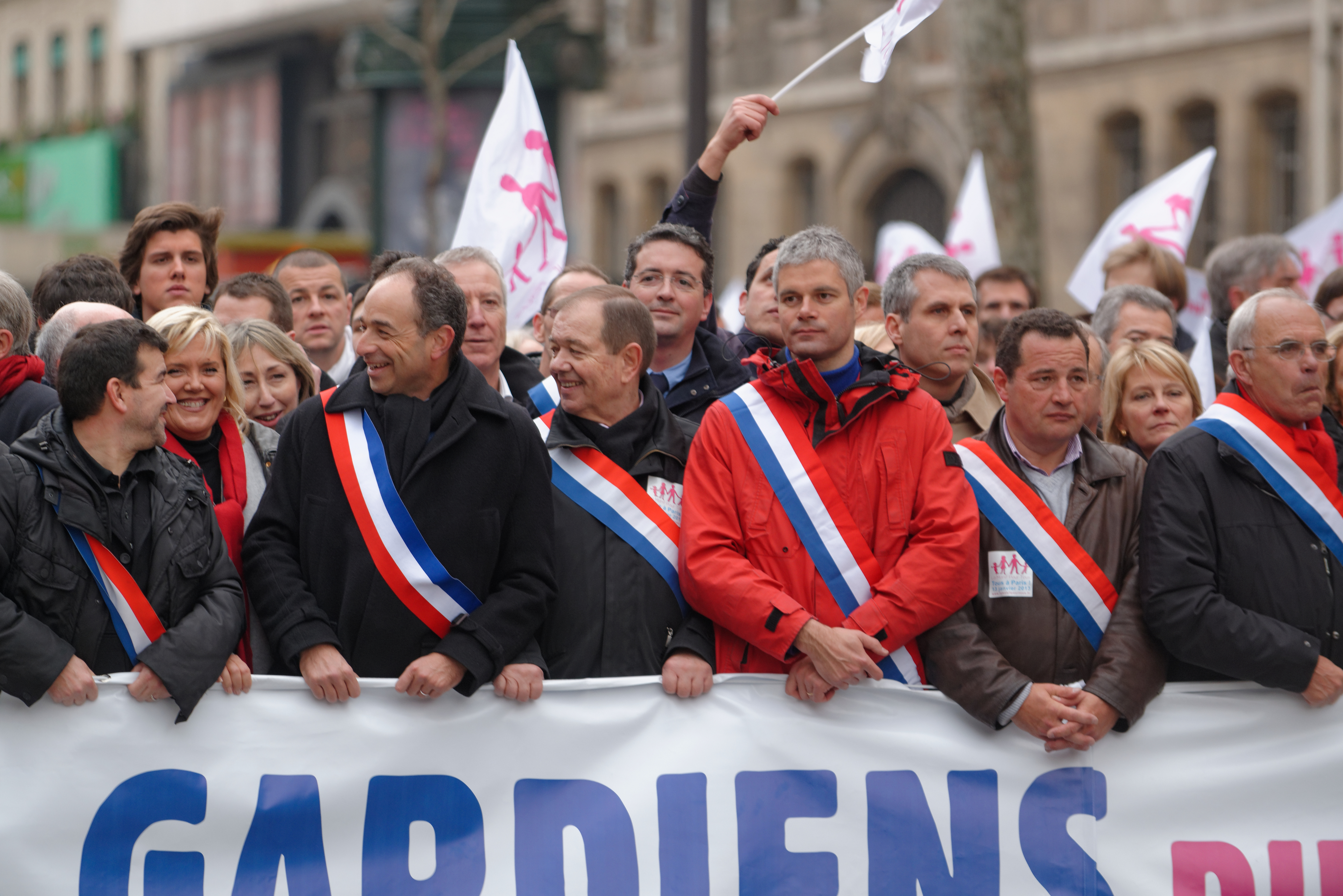
Patrick Ollier aux côtés d'élus UMP à la manifestation contre le projet de loi ouvrant le mariage aux couples de même sexe, le 13 janvier 2013 à Paris.

Il est réélu député des Hauts-de-Seine lors des élections législatives de 2012, alors que sa compagne est battue dans les Pyrénées-Atlantiques.
Lors du congrès en vue de l’élection du président de l'UMP, il dépose, le 18 septembre 2012, avec Roger Karoutchi, Henri Guaino et Michèle Alliot-Marie, une motion gaulliste, « Le Gaullisme, une voie d'avenir pour la France », en vue du vote des militants instaurant des courants internes au sein du parti d'opposition.
En février 2013, dans le cadre de la direction « partagée » entre Jean-François Copé et François Fillon, il devient vice-président de l’UMP au titre des mouvements, lors de la seconde vague de nomination après celle de janvier, en plus du vice-président délégué Luc Chatel, en poste depuis novembre 2012.
Il conduit les élus de droite (à l'opposé de certains élus UMP tels Patrick Devedjian) qui, avec ceux de gauche, votent en faveur de la participation du syndicat d'études Paris Métropole à la mission de préfiguration de la Métropole du Grand Paris, dont Ollier est l'un des candidats possibles à la présidence, une fois acquise la révision de la loi pour donner une personnalité juridique au conseil de territoire.
Il soutient Nicolas Sarkozy pour le premier tour de la primaire présidentielle des Républicains de 2016. Au second tour, il soutient François Fillon. Depuis, il soutient la candidature de sa compagne et députée européenne Michèle Alliot-Marie, candidate à l'élection présidentielle.
Il décide de ne pas se représenter en 2017,.

### Métropole du Grand Paris

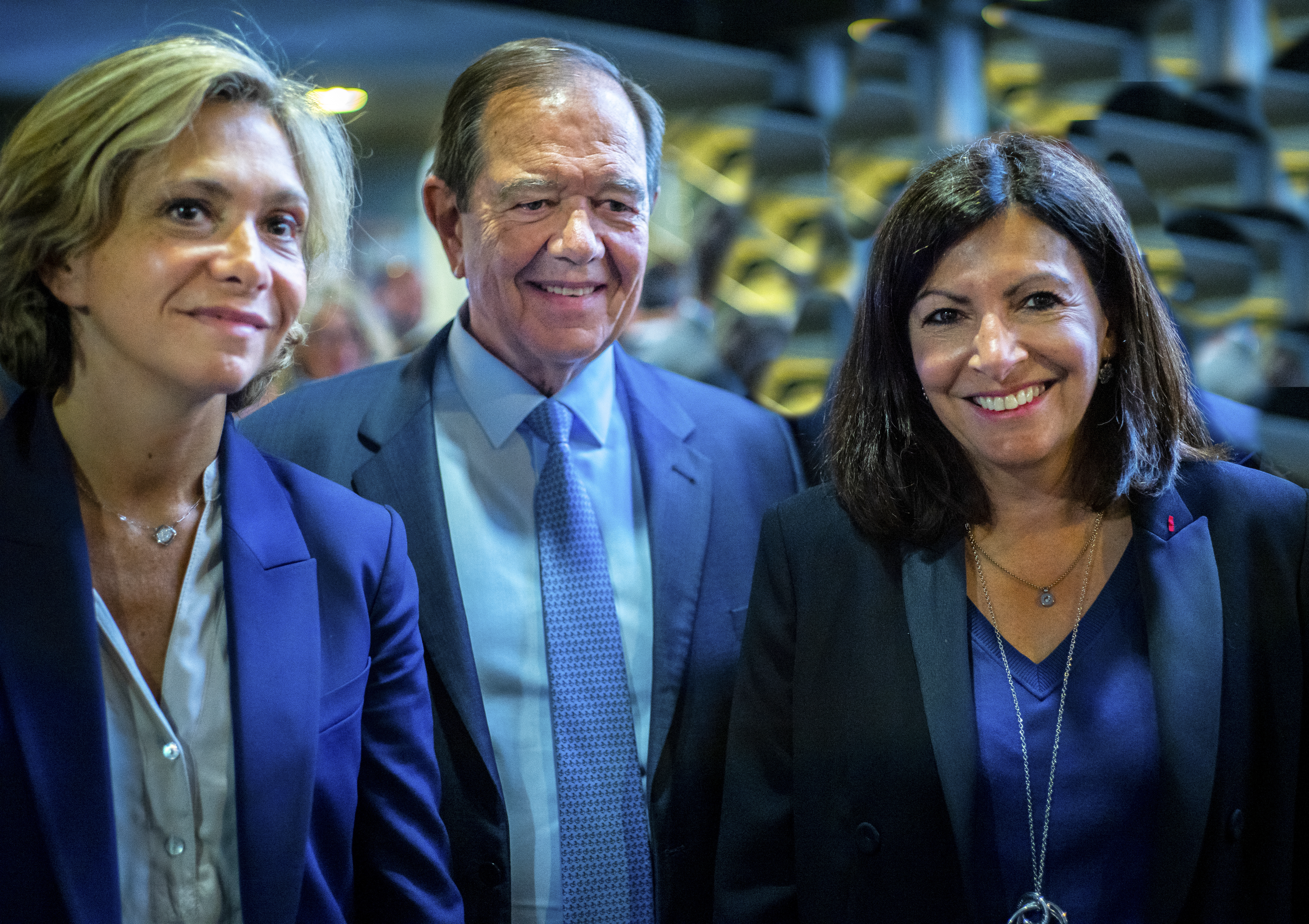
Patrick Ollier (centre) en compagnie de Valérie Pécresse (gauche) et Anne Hidalgo (droite) en 2020.

Le 12 janvier 2016, il est préféré à l'autre candidat de la droite Gilles Carrez pour devenir le premier président de la métropole du Grand Paris (MGP). Patrick Ollier est élu président de la MGP le 22 janvier 2016, en recueillant 192 voix parmi les 209 conseillers métropolitains.
Candidat à sa réélection comme maire de Rueil en vue du scrutin de 2020, il reçoit le soutien de LREM.
Lors du renouvellement du conseil en juillet 2020, il perd face à Vincent Jeanbrun à la primaire de la droite — majoritaire à la Métropole du Grand Paris — organisée pour déterminer leur candidat à la présidence. Cependant, après une vive opposition face à Vincent Jeanbrun et une union autour du candidat Philippe Laurent (UDI), le groupe LR propose sa candidature dans un esprit de « rassemblement », à condition que les autres candidats encore en lice se retirent, ce qu'ils acceptent de faire. Patrick Ollier est finalement réélu pour un nouveau mandat à 133 voix sur 137.

## Affaires judiciaires
L'association Anticor porte plainte en mars 2021 contre Patrick Ollier pour « prise illégale d'intérêts » et « détournement de fonds publics ». Des proches du maire de Rueil-Malmaison, dont son fils, pourraient avoir bénéficié de plusieurs opérations immobilières aux dépens de la commune, selon l'association,.
Le 6 octobre 2023, des agents territoriaux de la CGT locale à Rueil-Malmaison déposent une plainte pour « détournement de fonds publics » et « prise illégale d'intérêts ». La municipalité est suspectée d'employer depuis près de huit ans une trentaine d'agents administratifs sur des postes politiques, directement rattachés au cabinet de Patrick Ollier, soit dix fois plus que le seuil légal autorisé.
En octobre 2023, le tribunal correctionnel de Nanterre condamne dans un premier temps le média indépendant Mediacités pour diffamation à une amende de 6000 €. Cette condamnation porte sur un article publié en avril 2021 par le site d'informations révélant la plainte de l'association Anticor pour « prise illégale d'intérêt », « détournement de fonds publics » et « faux et usage de faux ». Toutefois, Médiacités gagne en appel face à Patrick Ollier en décembre 2024.

## Détail des mandats

### Fonctions gouvernementales
- Gouvernement François Fillon III :
  - 14 novembre 2010 – 10 mai 2012 : ministre auprès du Premier ministre, chargé des Relations avec le Parlement.

### Fonctions parlementaires
- 23 juin 1988 – 18 juin 2002 : député de la 2e circonscription des Hautes-Alpes.
- 1er octobre 1998 – 18 juin 2002 : vice-président de l'Assemblée nationale.
- 19 juin 2002 – 15 décembre 2010 : député de la 7e circonscription des Hauts-de-Seine.
- 17 juin 2002 – 24 avril 2010 : président de la commission des Affaires économiques de l'Assemblée nationale.
- 7 mars 2007 – 19 juin 2007 : président de l'Assemblée nationale.
- 20 juin 2012 – 20 juin 2017 : député de la 7e circonscription des Hauts-de-Seine.

### Mandats départementaux
- 30 mars 1992 – 22 mars 1998 : conseiller général des Hautes-Alpes.
- 23 mars 1998 – 18 avril 2001 : conseiller général des Hautes-Alpes.

### Mandats municipaux
- 7 mars 1983 – 12 mars 1989 : adjoint au maire de Rueil-Malmaison.
- 24 mars 1989 – 18 mars 2001 : maire de La Salle-les-Alpes.
- 19 mars 2001 – 17 juin 2004 : adjoint au maire de Rueil-Malmaison.
- Depuis le 18 juin 2004 : maire de Rueil-Malmaison.

## Distinctions

### Décoration française
Patrick Ollier est nommé au grade de chevalier dans l'ordre national de la Légion d'honneur le 13 juillet 2018 au titre de « ancien ministre, président de la métropole du Grand Paris, maire de Rueil-Malmaison (Hauts-de-Seine) ; 54 ans de services ». Fait chevalier de l'ordre le 18 décembre 2023, il est promu au grade d'officier, à titre exceptionnel, le 29 janvier 2025 au titre de « ancien ministre, président de la métropole du Grand Paris, maire de Rueil-Malmaison (Hauts-de-Seine) ».

### Décoration internationale
Le 12 août 2024, il est titulaire de l'ordre olympique, échelon argent, attribué par le Comité international olympique.